# Phare des îles Mokohinau
Le phare des îles Mokohinau est un phare situé sur l'une des îles Mokohinau au nord-est de la région d'Auckland (île du Nord), en Nouvelle-Zélande.

## Histoire
Le  phare , mis en service en juin 1883 à l'entrée du golfe de Hauraki, sert de phare d'atterrissage pour les navires allant au port d'Auckland. Il est l'un des phares les plus éloignés du continent.
Pendant la Seconde Guerre mondiale, le phare a été éteint en raison d'un destroyer allemand suspecté d'être dans la zone de pose de mines. Le phare n'a été rallumé qu'en 1947.
Le phare a été entièrement automatisé en 1980 et les gardiens ont été retirés. Il est maintenant surveillée et gérée depuis une salle de contrôle de la Maritime New Zealand (en) à Wellington. L'île est accessible mais elle fait partie de la Mokohinau Islands Scenic and Nature Reserves  géré par le ministère de la Conservation.

## Description
Ce phare  est une tour cylindrique en maçonnerie, avec une galerie et lanterne de 10 m de haut. Le phare est peint en blanc et le dôme de la lanterne est noire. Il émet, à une hauteur focale de 122 m, un éclat blanc par période de 10 secondes. Sa portée est de 19 milles nautiques (environ 35 km).
Identifiant : ARLHS : NZL-035 - Amirauté : K3734 - NGA : 3984.

### Lien connexe
- Liste des phares de Nouvelle-Zélande